# Typhonium reflexum
Typhonium reflexum är en kallaväxtart som beskrevs av Wilbert Leonard Anna Hetterscheid och Sookchaloem. Typhonium reflexum ingår i släktet Typhonium och familjen kallaväxter.
Artens utbredningsområde är Thailand. Inga underarter finns listade.